# César Charlone (político)
César Charlone (Montevideo, 5 de octubre de 1895 - 8 de mayo de 1973) fue un abogado y político uruguayo perteneciente al marzismo dentro del Partido Colorado, popular actor político en el período de 1933 a 1942, fue el segundo Vicepresidente de la República y formó parte de la fórmula electoral más votada de la historia del país.

## Carrera política
Sus padres fueron Juan F. Charlone y Deolinda Rodríguez. Se graduó como abogado en la Facultad de Derecho de la Universidad de la República.
Con solo 23 años en 1918 fue nombrado Director del Servicio de Informaciones del Ministerio del Interior al servicio del ministro Gabriel Terra. En octubre de 1923 fue nombrado Subdirector de la Oficina Nacional del Trabajo, ese mismo año, fue nombrado su director.
En abril de 1933 fue nombrado Presidente del Directorio de la Caja de Jubilaciones y Pensiones de Empleados y Obreros del Servicio Público, justamente en el momento de llevar adelante su saneamiento. A finales de 1932 más de 200.000 pensionistas se habían quedado sin cobrar sus jubilaciones por 3 meses, Charlone logró recuperar la situación financiera de los pensionistas, debido a su juventud y eficacia fue uno de los principales hombres del "Marzismo".
En las elecciones de 1934 fue elegido Senador pero nunca ocupó el cargo ya que fue nombrado como ministro. El 27 de abril de 1933 junto al Presidente Gabriel Terra, dictó el decreto para la aprobación de las vacaciones pagas (2 semanas), en su gestión se aprobó la licencia por maternidad, los comedores gratuitos en todo las escuelas primarias del país, la prohibición de trabajar a menores de 14 años a través del primer Código del Niño, la reformulación de la Caja de Jubilaciones para jubilaciones universales, antes de su gestión los obreros de la industria y del comercio no tenían derecho a jubilación.
Fue activo defensor y ejecutor de los nuevos Derechos que el Estado debía garantizar por la Constitución de Uruguay de 1934, como el Derecho a la huelga, Derecho a la vivienda, Derecho al trabajo, Derecho a la salud, Derecho al alimento, Protección a la Infancia y la familia, Igualdad entre ambos sexos, voto femenino, en la economía, con nuevos apartados y artículos para los Entes Autónomos y Servicios Descentralizados, el Contralor del Estado sobre capitales trustificados y Oligopolios y la Prohibición de la Usura.
Los consejos de salarios se crearon en base al informe del vínculo Capital-Trabajo, presentado por el estudio de la "Comisión Investigadora sobre las condiciones de vida, salario y trabajo de la clase obrera", en 1938, registrado en el Diario de la Cámara de Representantes Nro. 9.801. Los Consejos de Salarios son la llamada "Constitucionalización del Trabajo", según Terra en su discurso del 8 de abril de 1933: 

"uno de los grandes defectos del régimen capitalista es el sistema de asalariado (...) justo que quien contriubuya a la formación de una riqueza participe de los beneficios del empresario, ya sea el Estado o particular".

Creó el Instituto Nacional de Viviendas Económicas (enlace roto disponible en Internet Archive; véase el historial, la primera versión y la última). y el Instituto Nacional de Alimentación Científica del Pueblo, para 1937 según los informes de Luigi Federzoni se había eliminado la indigencia y el hambre.
Creó la Cooperativa Nacional de Productores de Leche (Conaprole), antes de su fundación en 1936 la producción láctea nacional no podía abastecer a Montevideo  y después de organizar la producción abasteció a todo el país con superávit, se creó Organización Nacional de Autobuses (ONDA), el Mercado Modelo (Montevideo) y otros centros cooperativos agrarios en el interior del país, según Charlone libre de 'impuestos, intermediarios y especulaciones", abastecimiento de alimentos baratos a la población.
La administración financiera de Charlone ha sido elogiada por su gestión eficaz de la crisis. Desde 1933 hasta el retiro de Terra en 1939, el PIB per cápita nacional creció un 29,43%.
Fue el segundo Vicepresidente de la República de 1938 a 1942, durante el gobierno de Alfredo Baldomir Fue ministro de Relaciones Exteriores entre agosto de 1949 y noviembre de 1950.
Posteriormente se desempeñó como Ministro de Hacienda, nombrado por Óscar Gestido y continuando después con Jorge Pacheco Areco (30 de octubre de 1967 - 2 de abril de 1970), acompañado en la subsecretaría por Francisco Forteza (hijo). Durante su ministerio se implementaron las principales medidas económicas del gobierno pachequista, muy antagónicas con las medidas de economía dirigida dictadas durante su influencia pública en 1935 a 1942, fue creador la casi todopoderosa "Comisión Honoraria de Importaciones y Cambios" en 1934 y por el contrario en 1960's implementó el mercado de cambios unificado, acuerdo con el FMI, creación de Coprin, y se nombró a Alejandro Végh Villegas al frente de la Oficina de Planeamiento y Presupuesto (OPP). 
Fue sustituido transitoriamente por Armando Malet, retornó a esta cartera ministerial el 26 de octubre de 1970, permaneciendo hasta el 16 de abril de 1971.

## Familia
Su hijo fue embajador en Chile durante el gobierno de Pacheco. Su nieto César es cineasta.